# Phyllachora cinnae
Phyllachora cinnae är en svampart som beskrevs av Tehon & E.Y. Daniels 1927. Phyllachora cinnae ingår i släktet Phyllachora och familjen Phyllachoraceae.   Inga underarter finns listade i Catalogue of Life.